# تانیه کیتابایاشی
تانیه کیتابایاشی (ژاپنی: 北林谷栄 Kitabayashi Taniei; ۲۱ مهٔ ۱۹۱۱ – ۲۷ آوریل ۲۰۱۰) هنرپیشه اهل ژاپن بود. او بین سال‌های ۱۹۵۰ تا ۲۰۰۲ میلادی فعالیت می‌کرد و برای فیلم کیکو تو ایسامو موفق به دریافت جوایز ماینیچی و روبان آبی بهترین هنرپیشهٔ زن شد. او همچنین برای فیلم بچه‌های رنگین‌کمانی جایزه آکادمی فیلم ژاپن را از آن خود کرد.